# 炭塚森
炭塚森（すみづかもり）は、青森県平川市および秋田県大館市と鹿角郡小坂町との境界にある山である。山頂には主三角点がある。江戸時代、秋田藩、南部藩、津軽藩の3藩の境界になっていた。長木川の源流になっている。

## 概要

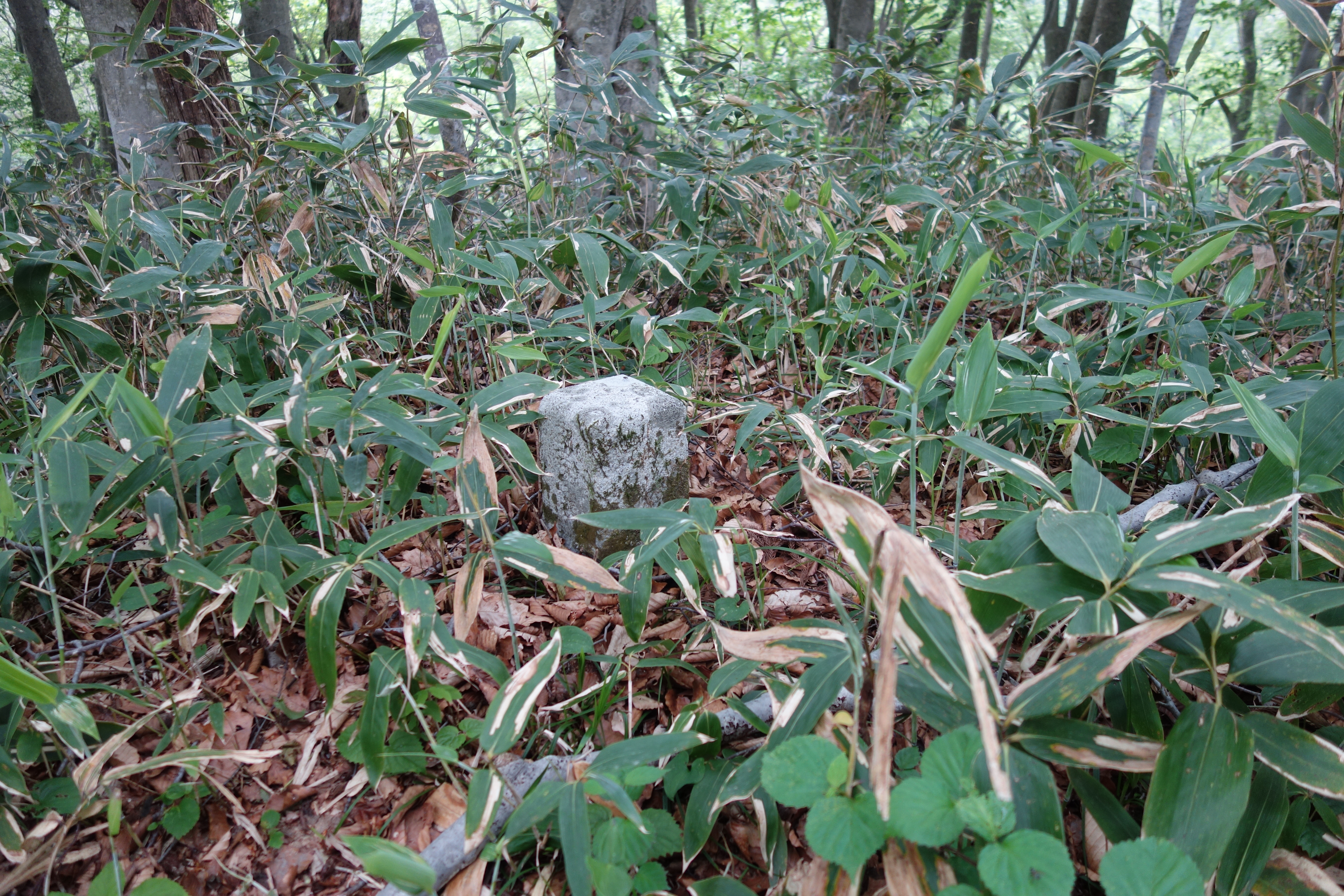
炭塚森山頂 主三角点がある

標高571m。古来から青森県（津軽地方）と秋田県（鹿角地方）との境界の指標となる山である。
近くには坂梨峠が通っており津軽街道の要衝となっているほか、地下には東北自動車道坂梨トンネルが通っている。
江戸時代、盛岡藩（南部領）では、藩境付近の森林資源や鉱物資源を守るため、街道沿線にいくつかの番所を設けて警戒していた。

## 藩境塚
山頂には直径数m、高さ約70cmの丸い土盛りの藩境塚がある。秋田藩、津軽藩、南部藩の3藩の役人が協議して境界の接点を決め1677年（延宝5）7月26-27日、ここに境界の目印として塚を造り中に炭を埋めた。
小坂町文化財保護審議委員長の栗山小八郎は、「南部藩と秋田藩の境を確認すべきだ」と提言、古文書など文献を調べ、3藩の接点の炭塚森にはきっと何かがある、と調査を主張した。同教委は1984年（昭和59）、初めて炭塚森を調査、塚を確認した。伝承の通り、塚の中には炭が埋められており、その一部を持ち帰った。
陣場から1里半ほど入った県境に、炭塚森という所がある。よく地図では"清水が森"と書かれることがあって、スとシの混同から、思いがけない別なものの名に変わった一例である。明治の初めに県境を決めたさいのこと、津軽・秋田・南部からそれぞれ代表が出てきて協定をした。そのとき、この地点が旧三藩領に水が分流するのを答えたのが、地勢に明るい濁川の中村正五郎であった。彼の主張に従ってここに県境の印を置くことになった。そこで正五郎は牛で木炭を運んでここに埋め、文字どおり炭塚モリを築いた。今でもそのために分水嶺には草が生えず、試みに土中に腕を肘まで入れてみると炭が出てくるという。そこに中村正五郎と名を書いた杭が埋めてあると伝えている。木炭は腐らないために、ここに限らずむかしは山野の県境によく用いた話が多い。中村の家には、津軽公の紋がある上下があった。どんなことでもらったかわからぬが、炭塚森のときのものであるという。いくらか津軽公に有利になったので、そのお礼のためのものではなかったかとも言われている。

## 戊辰戦争
1868年（明治元）9月25日に津軽藩222人は濁川焼討ち事件で小坂町濁川を焼き討ちにした。『大館戊辰戦史』によると津軽藩勢は、秋田・南部の両境山から南部領に入った、としている。「両境山」は炭塚森とみられ、濁川地区には今でも、津軽藩勢は炭塚森から新遠部沢を経て攻めてきた、との言い伝えが残っている。

## 清水峠
この炭塚森は清水峠と記載されると推定される例がある。1975年版の「小坂町史」では「清水」は「炭塚」というのが正しいのではないのかとしている。
『新撰陸奥国誌』では碇ヶ関村の項目に、「炭塚山 本村の西南の方にあり、遠部沢川の源この山にあり、秋田南部鹿角の界にして重山の奥に峻抜し雑樹繁延すこれを越えて鹿角濁川村に至る界まで三里十八丁其の村まで五里深谷幽遼にして道磴峻険なり昔は当郡に事ありし時南部より兵を入れし処なり」とある。